# Kurt Schmitt
Kurt Paul Schmitt (født 7. oktober 1886 i Heidelberg, død 2. november 1950 samme sted) var en tysk jurist og erhvervsmand. Han meldte sig ind i nazipartiet  i 1933 og blev æresmedlem i SS. Han var formand for bestyrelsen i 
forsikringsselskabet Allianz og var økonomiminister i Hitlers regering fra 1933 til 1934, hvor han afløste Alfred Hugenberg. 

## Militærkarriere
Fra 1914 til 1917 deltog han i 1. verdenskrig og blev hjemsendt, da han havde nået en rang som kaptajn. 

## Erhvervskarriere
I 1917 blev han medlem af Allianz' bestyrelse og var 1921-1933 bestyrelsesformand. Han var også i bestyrelsen for AEG og Münchener Rückversicherung. 
1. ↑  Navnet er anført på bokmål og stammer fra Wikidata hvor navnet endnu ikke findes på dansk.
2. ↑  Navnet er anført på engelsk og stammer fra Wikidata hvor navnet endnu ikke findes på dansk.